# Чжан Лян (веслувальник)
Чжан Лян (кит.: 张亮, нар. 14 січня 1987) — китайський веслувальник, бронзовий призер Олімпійських ігор 2020 року, чемпіон світу.

## Виступи на Олімпіадах
| Олімпіада   | Дисципліна   | Місце |
| ----------- | ------------ | ----- |
| Лондон 2012 | одиночки     | 11    |
| Токіо 2020  | парні двійки | 3     |